# Bradina leopoldi
Bradina leopoldi là một loài bướm đêm trong họ Crambidae.